# Beliczay Jónás (jogász)
Beliczay Jónás (Pest, 1847. január 1. – Kecskemét, 1890. január 5.) jogi doktor, író, köz- és váltóügyvéd.

## Élete
Beliczay Imre pesti mézeskalácsos és viaszöntő céhmester fia és Beliczay Jónás evangélikus lelkész unokája. Középiskoláit a soproni evangélikus lyceumban, a jogot a budapesti egyetemen végezte; itt tette le a jogtudományi doktorátust és az ügyvédi vizsgát. Egy ideig Budapesten ügyvédeskedett és időközben a fővárosnál tollnok is volt. 1875-ben a jogakadémiák ujjászervezése alkalmával Kecskemét város törvényhatósága által az ottani jogakadémia római jogi tanszékére megválasztatott, később a bölcseleti erkölcstant is előadta. Tanári székfoglalóját 1876. évi május 21. tartotta. (Megjelent a jogakadémia 1876. Évkönyvében.)

## Munkái
- Marsigli élete és munkái. Bpest, 1881. (Értekezések a tört. tud. kör. IX. 9.)
- Az egyetlen leány. Elbeszélés. Kecskemét. 1881.
- A magyar stilről. Értekezés. Uo. 1887.
- Műveltség és nyelvismeret. Felolvasás. Uo. 1889.

Szerkesztette a Kecskeméti Lapokat 1878. január 6-ától 1879. december 28-áig.
Nevezetesebb cikkei: Ifj. Plinius életrajza (Kecskeméti Jogakadémia Évkönyve 1879.), Suetonius Tranquillus. (Uo. 1882.), a XIII. ikerlegio története. (Uo. 1884.), Árpád-házi királykisasszonyok (Ország Világ 1885.). Ezenkívül munkatársa volt a Századok, (1881–82. 1887.), Jogtudományi Közlöny (1885.), Egyet. Phil. Közlöny (1883. 1885.), Pesti Napló (1888. 51. 52. sz.), Arch. Értesítő, Turul és Tört. Tár cz. szakközlönyöknek.